# Entelodontidae
De Entelodontidae zijn een familie van uitgestorven evenhoevigen, die wel op de huidige varkens leken. De soorten uit deze familie leefden van het Laat-Eoceen tot het Midden-Mioceen in Oost-Azië en Noord-Amerika. Tijdens het Oligoceen beleefde de familie haar bloeiperiode. Entelodontidae waren aaseters met krachtige kaken en grote tanden, waarmee ze in staat waren om botten te kraken.
De Entelodontidae omvatten verschillende genera, waaronder Dinohyus en Archaeotherium. Dinohyus had met een schouderhoogte van twee meter en een gewicht van een ton het formaat van een hedendaagse neushoorn of bizon, maar zijn hersenen waren niet groter dan een sinaasappel. Archaeotherium was met een schouderhoogte van anderhalve meter iets kleiner dan Dinohyus.
Tandafdrukken op de schedels van Entelodontidae wijzen er op dat soortgenoten elkaar ernstige verwondingen toebrachten. Tandafdrukken zijn gevonden in de snuit, op het hoofd en zelfs in het verhemelte. Ook verbrijzelde jukbeenderen en oogkassen geven aan dat Entelodontidae een gewelddadig bestaan leidden. Waarschijnlijk vochten de mannelijke dieren met elkaar om paarrechten of territorium.
De Entelodontidae waren succesvolle dieren en dat hadden ze onder meer te danken aan het feit dat ze alleseters waren. Entelodontidae konden feitelijk eten wat ze maar wilden en ze waren zelfs groot genoeg om grotere roofdieren zoals nimraviden of hyaenodonten van hun prooi te verjagen. Nadat in eerste instantie werd aangenomen dat Entelodontidae zich vooral voedden met planten en aas, zijn recentelijk aanwijzingen gevonden dat entelodonten ook actieve jagers waren. In de White Riverformatie in de Verenigde Staten zijn tandafdrukken van een Archaeotherium gevonden op een prehistorische kameel van het geslacht Poebrotherium. De wijze waarop de tandafdrukken in de beenderen van deze kameel staan, doet vermoeden dat Archaeotherium niet alleen van het karkas had gegeten, maar Poebrotherium ook eigenhandig had gedood.

## Indeling
- Familie Entelodontidae
  - Archaeotherium
  - Brachyhyops
  - Daeodon
  - Dinohyus
  - Dyscritochoerus
  - Elotherium
  - Entelodon
  - Eocentelodon
  - Eoentelodon
  - Megachoerus
  - Neoentelodon
  - Paraentelodon